# Ursula Bruns
Ursula Bruns (* 1. September 1922 in Bocholt; † 22. April 2016 in Reken) war eine deutsche Autorin, Pferdesachverständige und Mitbegründerin und erste Schriftführerin des Deutschen Pony-Klubs.

## Autorin
Nach dem Besuch des Lyzeums in ihrer Heimatstadt absolvierte Ursula Bruns eine Lehre in der elterlichen Drogerie. Da sie die Tätigkeit nicht befriedigte, machte sie ihre Liebhaberei – den Umgang mit Pferden – zum Beruf und ließ sich zur Reitlehrerin ausbilden. Nach dem Zweiten Weltkrieg studierte sie in Bonn Kunstgeschichte und Germanistik und begann, vermutlich um durch Auftragsarbeiten ihren Lebensunterhalt zu finanzieren, als Übersetzerin zu arbeiten.
Auf Ursula Bruns gehen die Immenhof-Filme, die auf ihrem Roman Dick und Dalli und die Ponies basieren, zurück. Ferner verfasste sie neben ca. 40 weiteren Werken 13 alte Esel, ein Buch, das mit Hans Albers und Marianne Hoppe – wie auch die anderen Bücher Bruns’ in stark abgeänderter Form – verfilmt wurde.

## Verlegerin
Bruns gründete 1958 die Zeitschrift Pony-Post und 1969, darauf aufbauend, Freizeit im Sattel. Die Zeitschrift wurde nach fünf Jahrzehnten verkauft und erschien als Pegasus – freizeit im sattel.

## Reitlehrerin
In ihrer Reitschule in Reken lernten viele Schülerinnen und Schüler den richtigen Sitz im Sattel, bekannt als Leichtes Reiten.
Für einen effektiven und pferdegerechten Reitunterricht erwachsener Freizeitreiter (speziell Reitanfänger oder Wiedereinsteiger) entwickelte Ursula Bruns (auch „UB“ genannt) mit Inge Behr (Erwachsenenpädagogin) ein pädagogisches Konzept als eine Art „Grundschule des Reitens“: die BB-Methode (Bruns/Behr-Methode). Dieses Ausbildungskonzept für Reiter und Pferd wurde in Zusammenarbeit mit Linda Tellington-Jones (TTEAM - Arbeit) und Rolf Becher (Chiron Springen) ergänzt.
Ursula Bruns gehörte zu den Pionieren in Sachen Offenstallhaltung. Sie hat in Deutschland das Freizeitreiten mitgeprägt.
Ursula Bruns lebte lange Zeit in Spanien, zuletzt aber wieder in Deutschland in der Nähe von Reken. 2005 erhielt sie die „Goldene Nadel mit Brillanten“ des IPZV (Islandpferde-Reiter- und Züchterverband).

## Werke
- Dick und Dalli und die Ponies. Die Geschichte zweier handfester Mädchen u. eines Jungen, aus dem auch noch etwas wurde. Herder, Freiburg 1952.
- Richtiger Umgang mit Pferden. Müller, Rüschlikon-Zürich/Stuttgart/Wien 1978, ISBN 3-275-00689-4.
- Der Zauberer von Amsterdam. Neuaufl. Engelbert Verlag, Balve 1979, ISBN 3-536-01499-2.
- 13 alte Esel – Eine heitere Geschichte. Müller, Rüschlikon-Zürich/Stuttgart/Wien 1978, ISBN 3-275-00534-0.
- Die Wildpferde von Dülmen. Hörnemann, Bonn 1988, ISBN 3-536-01499-2.
- Wohin mit Fritzi. Eine Geschichte von Mädchen, Hunden, Berlinern und einem Terrarium. Herder, Freiburg i. Br. 1951.
- Ursula Bruns, Linda Tellington-Jones: Die Tellington-Methode. So erzieht man sein Pferd. 11. Auflage. Müller Rüschlikon, Cham 2002, ISBN 3-275-00856-0.
- Lesebuch Ursula Bruns, zusammengestellt von Walter Gödden. Nylands Kleine Westfälische Bibliothek 108, Köln 2021 ISBN 978-3-8498-1757-2.